# Muhammad Al-Sabah
Muhammad Al-Sabah (in arabo محمد بن صباح الصباح‎?; Kuwait 1838 – 17 maggio 1896) è stato uno sceicco kuwaitiano in carica dal 1866 al 1892.

## Regno
Era il secondo figlio di Sabah II Al Sabah e ascese al trono alla morte del fratellastro Abd Allah II Al-Sabah.
Si sposò tre volte ed ebbe sette figli, cinque maschi e due femmine.
Muhammad e il fratello Jarrah morirono in circostanze misteriose, probabilmente assassinati nella loro casa da un altro fratello, Mubarak Al Sabah.
Gli storici hanno evidenziato due possibili motivazioni a sostegno di questa tesi: il risentimento di Mubārak verso il fratello che costantemente lo impegnavano in spedizioni militari all'estero tenendolo lontano dalla politica interna, mentre un'altra teoria sembrerebbe indicare che Mubārak non avesse fondi sufficienti per proseguire le sue imprese militari e il fratello fosse sordo alle sue richieste. Una terza teoria che sembra aver trovato maggiori accoglimenti tra gli studiosi segnalerebbe nell'assassinio dei due fratellastri, la volontà di Mubārak di eliminare un leader considerato indolente e statico. Ad ogni modo ciò che è certo è che Mubarak era ambizioso e avido di potere per sé e per la propria famiglia.
Ad ogni modo lo storico e scrittore B.J. Slot, ha realizzato una teoria secondo la quale egli non sarebbe stato l'assassino di suo fratello. Slot nota che durante i viaggi militari intrapresi da Mubārak molta gente gli chiedeva di assassinare suo fratello, ma egli sapeva bene che se l'avesse fatto la vendetta su di lui non sarebbe tardata ad arrivare e si sarebbe finiti in una guerra civile. Ad ogni modo le voci correvano nel 1896 ed anche dopo la sua ascesa al trono tale vicenda rappresentò un serio ostacolo alla legittimità di Mubārak come regnante.